# Абреу, Себастьян
Ва́шингтон Себастья́н Абре́у Га́льо (исп. Washington Sebastián Abreu Gallo; род. 17 октября 1976, Минас) — уругвайский футболист, нападающий. Полуфиналист чемпионата мира 2010 года, обладатель Кубка Америки 2011 года в составе сборной Уругвая. В списке самых результативных игроков сборной занимает седьмое место. В 2019 году начал тренерскую карьеру.

## Биография
Некоторое время считалось, что Абреу занимает второе место (на начало июня 2010 года) по количеству забитых мячей за сборную Уругвая за всё время существования команды (с 1905 года) с 30-ю голами. Рекорд на протяжении 79 лет (с 1930 года) принадлежал Эктору Скароне — 31 гол. Однако в начале 2011 года количество голов, забитых Абреу, было пересчитано, и, согласно данным RSSSF, у Себастьяна стало 26 забитых голов.
Сменил за карьеру более 30 клубов в 11 различных странах (Уругвай, Аргентина, Испания, Бразилия, Мексика, Израиль, Греция, Эквадор, Парагвай, Сальвадор, Чили).
Абреу известен своим патриотизмом в отношении «Насьоналя» и сборной Уругвая — в каком бы клубе Себастьян ни играл, он всегда надевал под основную футболку майку собственного пошива, скроенную из элементов форм сборной, «Насьоналя», украшенную именами детей футболиста. Кроме того, Абреу всегда носит с собой видеокамеру, куда записывает для личного архива моменты матчей. Из-за этой традиции футболист пострадал: Абреу в матче с «Фламенго» надел под майку своего клуба «Фигейренсе» футболку своей бывшей команды «Ботафого», на которой также был изображён герб «Насьоналя» и фотографии детей; более того во время матча Себастьян поцеловал эмблему «Ботафого». За это действие форвард был дисквалифицирован на один матч.
Вместе со сборной Уругвая Абреу принимал участие в финальной стадии чемпионата мира 2002 года в Японии и Корее и 2010 года в ЮАР. Также нападающий играл на трёх Кубках Америки — в 1997, 2007 и 2011 годах, когда Уругвай в рекордный, 15-й раз стал победителем турнира. На чемпионате мира 2010 года Эль Локо забил послематчевый пенальти в ворота сборной Ганы в стиле Антонина Паненки, этот удар вывел сборную Уругвая в полуфинал турнира.
В апреле 2019 года в качестве главного тренера возглавил сальвадорскую команду «Санта-Текла», за которую выступал в 2016 году. Однако через месяц, когда сезон в Сальвадоре завершился, Абреу заявил, что планирует продолжить игровую карьеру. Во второй половине года выступал за «Бостон Ривер» у себя на родине. В декабре было объявлено о назначении Абреу на должность главного тренера этого клуба.
11 июня 2021 года объявил о завершении футбольной карьеры. Однако 23 сентября того же года Абреу вновь вышел на поле, и забил в первой же игре за команду «Олимпия» из родного города Минаса.

## Достижения
Командные
«Дефенсор Спортинг»
- Победитель Лигильи: 1995

«Сан-Лоренсо»
- Чемпион Аргентины: Клаусура 2001

«Насьональ»
- Чемпион Уругвая: 2001, 2005
- Победитель Апертуры: 2003, 2004
- Победитель Клаусуры: 2001

«Ривер Плейт»
- Чемпион Аргентины: Клаусура 2008

«Ботафого»
- Чемпион Рио-де-Жанейро: 2010
- Обладатель Кубка Гуанабара: 2010
- Обладатель Кубка Рио: 2010

Сборная Уругвая
- Обладатель Кубка Америки: 2011

Личные
- Лучший бомбардир чемпионата Мексики (4): Лет. 2000[7], Лет. 2002, Апертура 2005[8], Клаусура 2006[9]

## Интересные факты
- Себастьян Абреу 31 раз менял клубную прописку, что является абсолютным мировым рекордом. Рекорд случился после того, как нападающий покинул сальвадорскую «Санта-Теклу», подписав контракт с бразильским «Бангу».
- За 25 лет активной карьеры футболист поиграл в 32 командах, при этом периодически возвращаясь в прежние клубы[10].
- Футболист сыграл за клубы из 11 стран, больше всего играл в мексиканских (7 клубов), уругвайских и бразильских (6 клубов)
- В большинстве клубов и в сборной Абреу выступал под 13 номером, который многие спортсмены предпочитают избегать.